# Felon (filme)
Felon (bra: Felon; prt: Felon - Condenado) é um filme americano do gênero drama dirigido por Ric Roman Waugh, e estrelado por Stephen Dorff, Val Kilmer e Harold Perrineau. O filme foi lançado em 2008, é baseado em uma história real, e se passa em uma prisão em Corcoran (Califórnia), durante os anos 1990. As gravações ocorreram ao longo de 24 dias no estado do Novo México.

## Sinopse
Wade Porter (Stephen Dorff), um pai de família com um futuro promissor, perde tudo quando acidentalmente mata um ladrão que entrou em sua casa. Condenado por homicídio culposo, é sentenciado a passar três anos em uma penitenciária de segurança máxima, na qual as regras da sociedade não se aplicam.

## Elenco
- Stephen Dorff como Wade Porter
- Val Kilmer como John Smith
- Harold Perrineau Jr. como Tenente Jackson
- Marisol Nichols como Laura Porter
- Anne Archer como Maggie
- Sam Shepard como Gordon
- Nick Chinlund como Sargento Roberts
- Johnny Lewis como Snowman
- Nate Parker como Oficial Collins
- Greg Serano como Oficial Diaz
- Chris Browning como Sampson

## Recepção
O filme recebeu críticas mistas em várias fontes. Segundo o Rotten Tomatoes, em janeiro de 2009, 62% dos críticos de cinema deram comentários positivos, com base em 21 avaliações. Segundo o site Metacritic, Felon obteve 10 avaliações com uma média de 58 entre 0 e 100, sendo considerada uma média razoável.